# Alt St. Alban

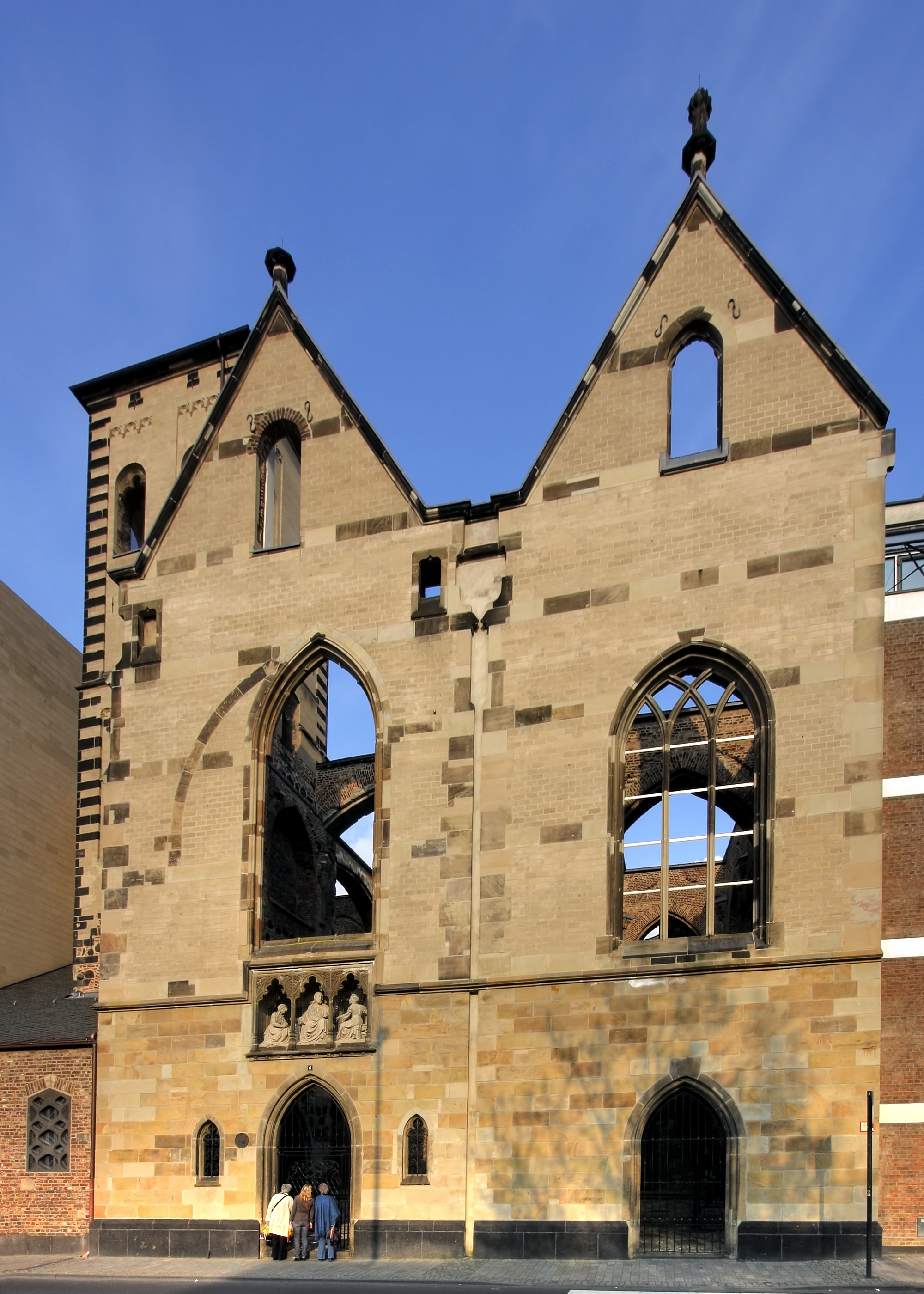
Restaurierte Straßenfront, April 2010

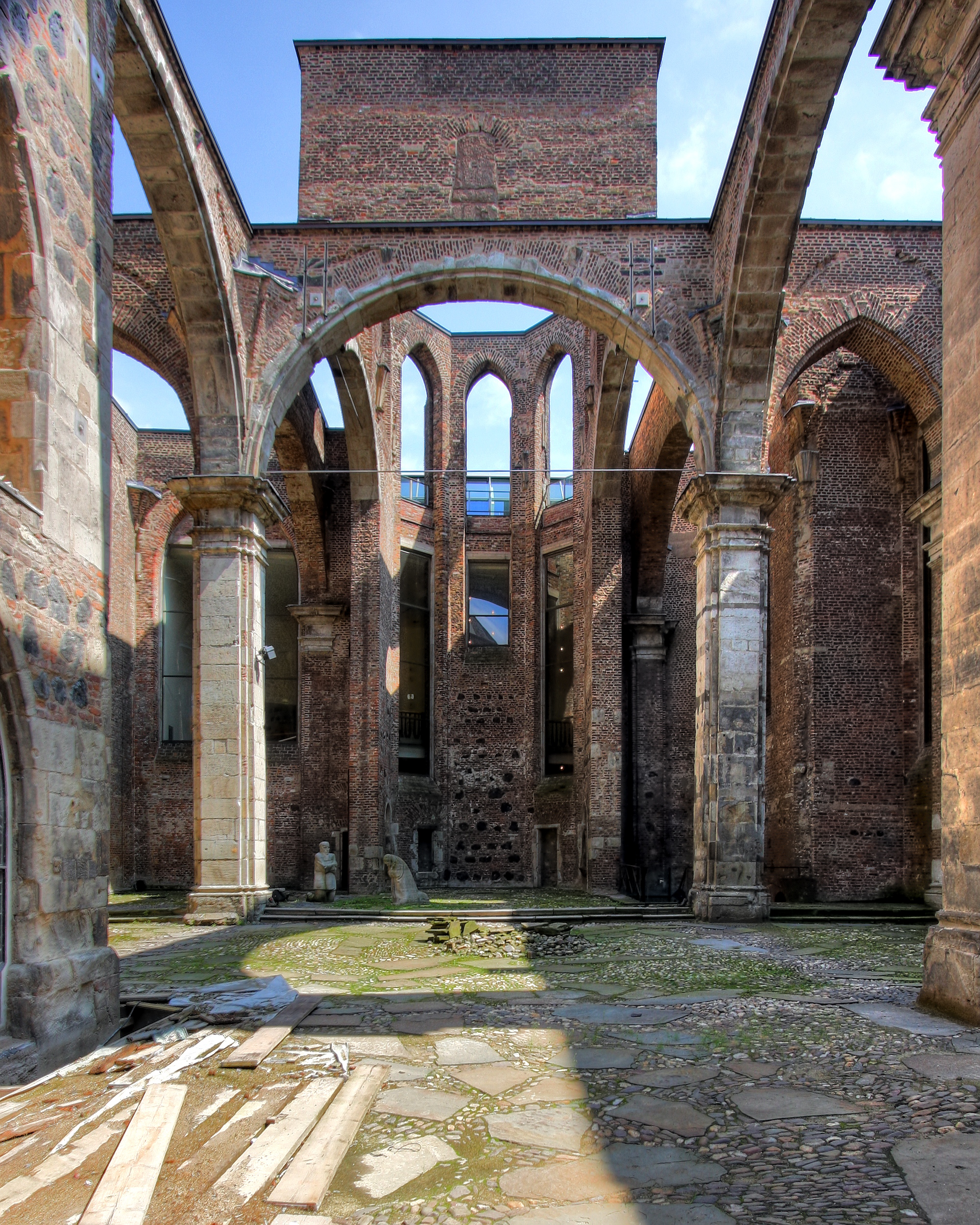
Alt St. Alban, Mai 2009

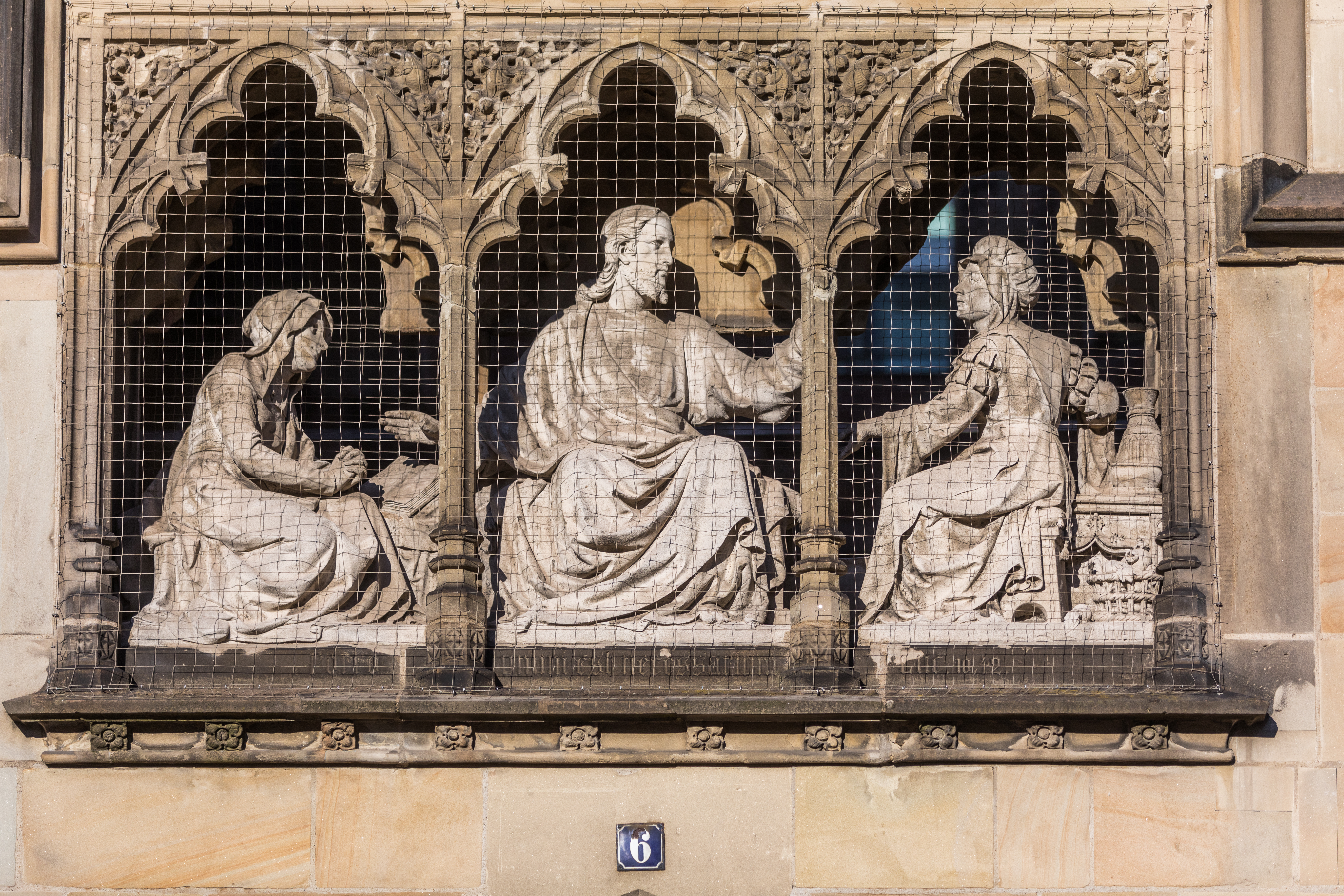
Neugotisches Fassadendetail: „Christus mit Maria und Martha“ von Alexander Iven

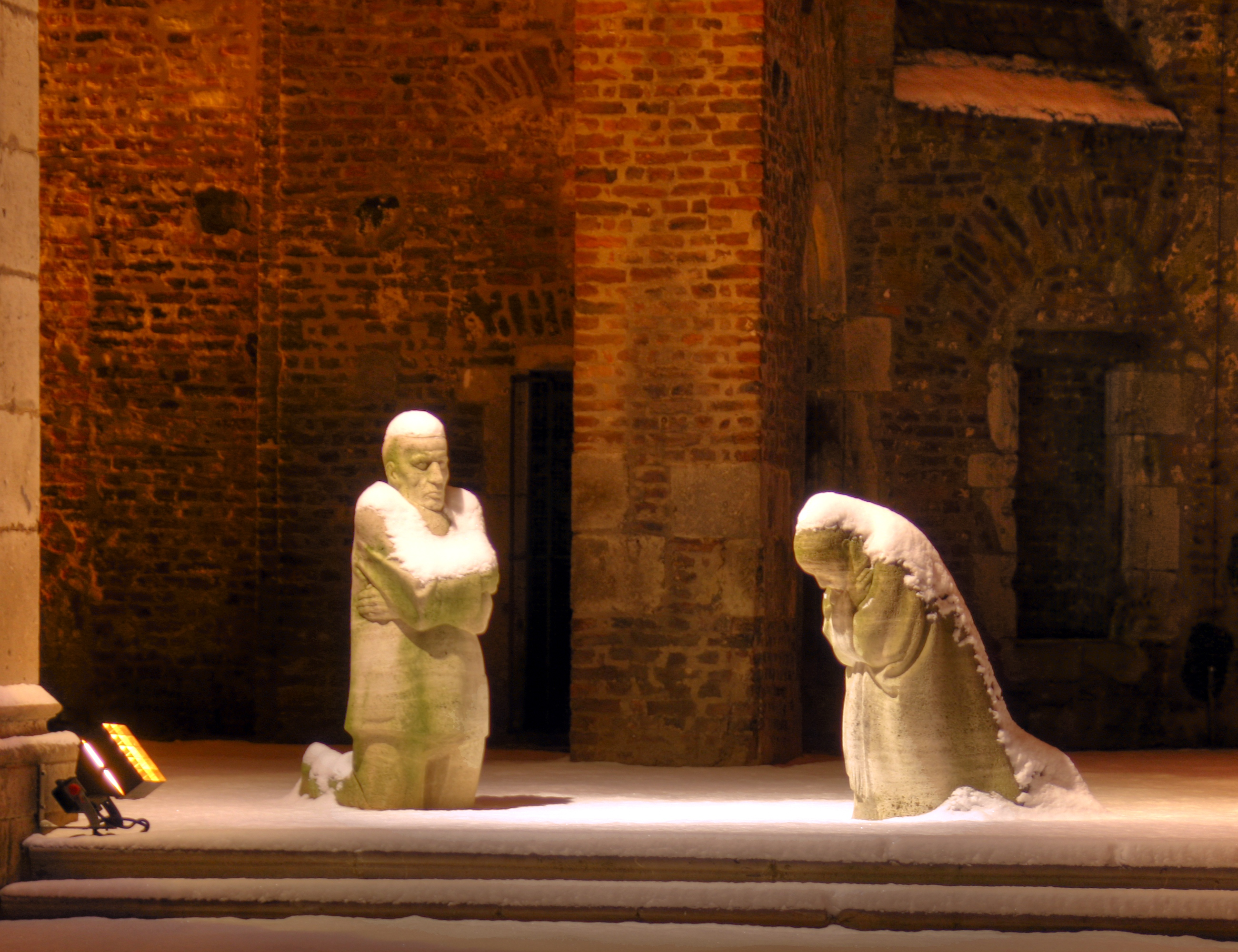
Skulptur „Trauerndes Elternpaar“ (1954)

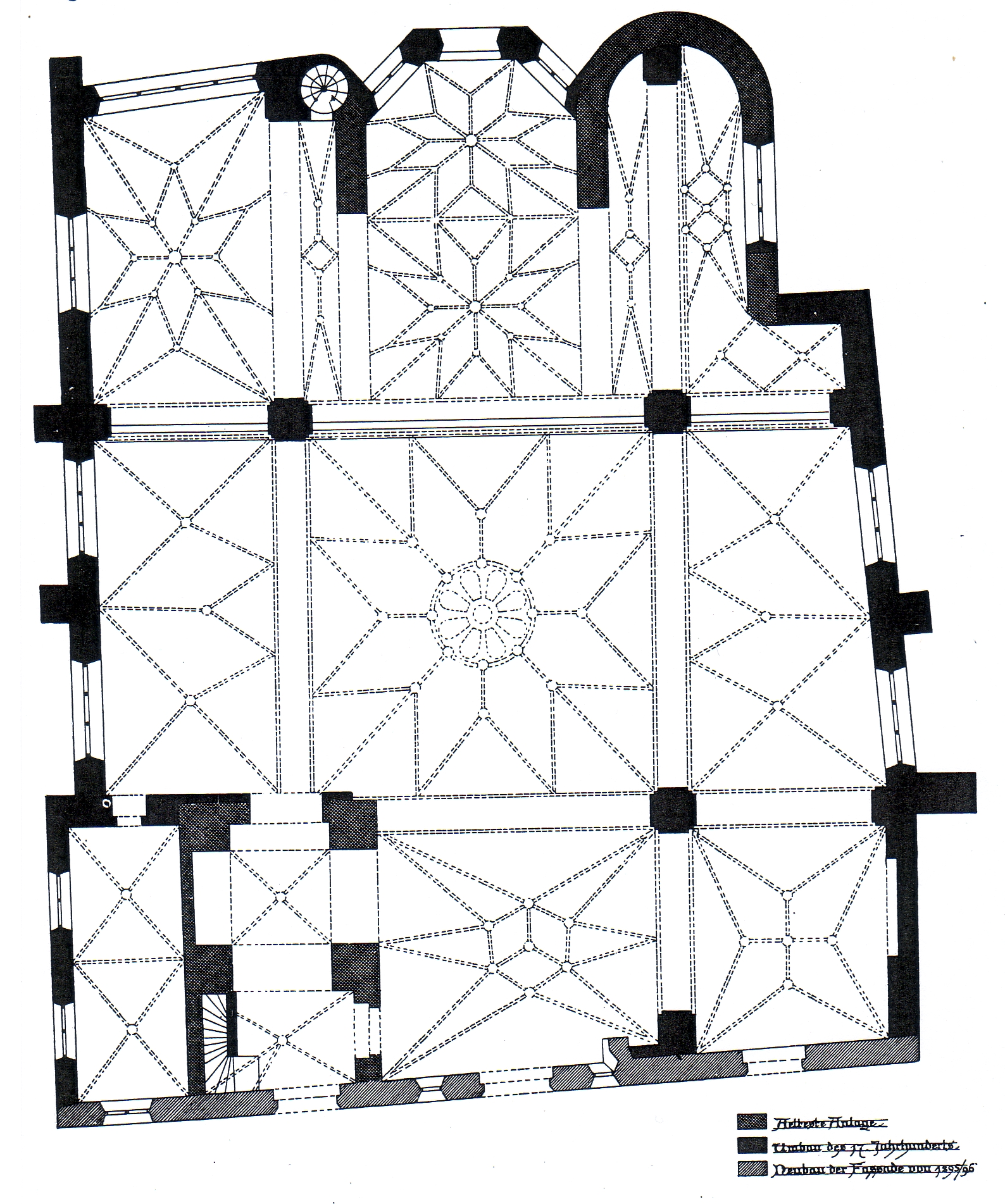
Grundrisszeichnung von 1916

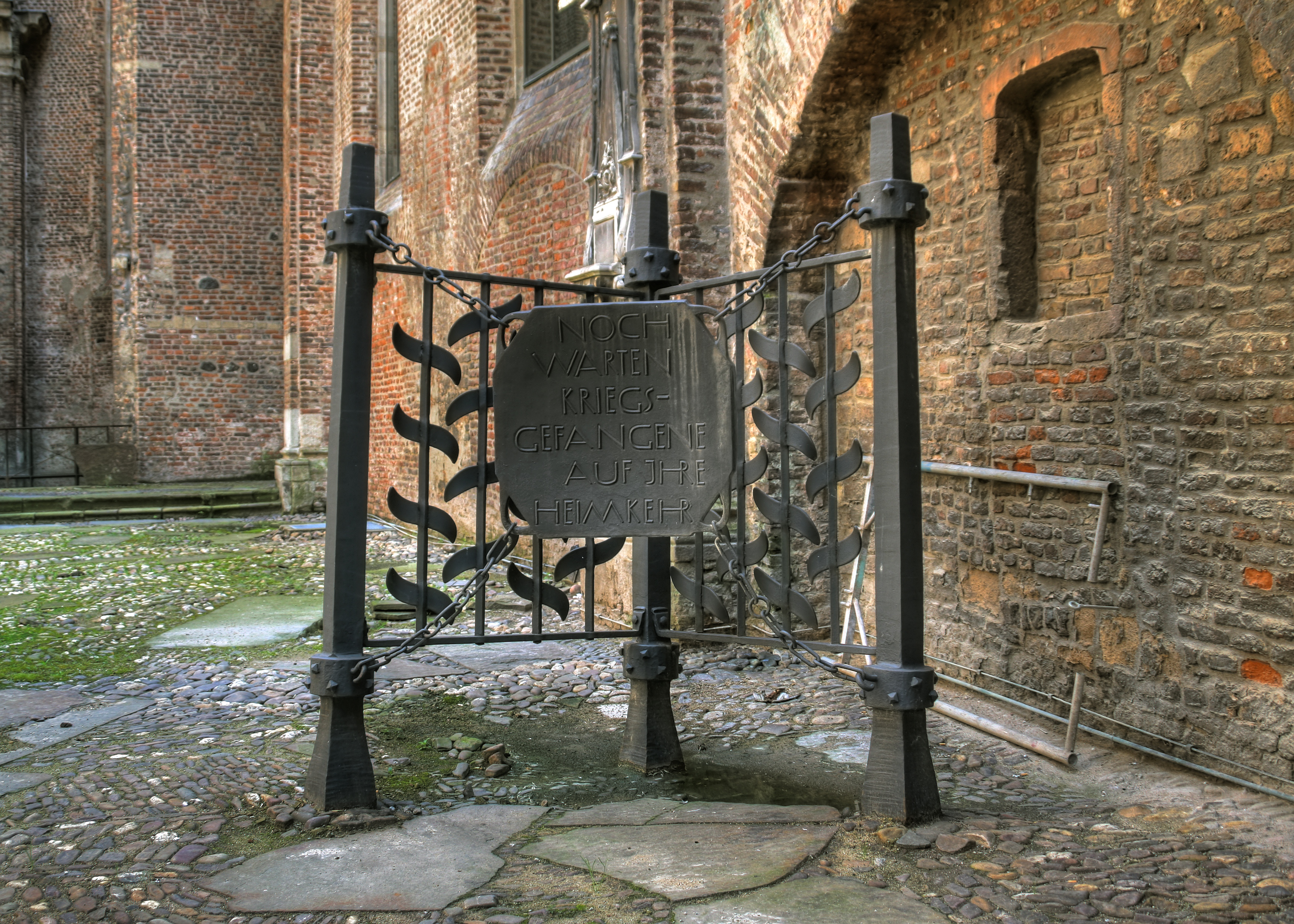
Kriegsgefangenenmahnmal. Inschrift: „Noch warten Kriegsgefangene auf ihre Heimkehr“

Alt St. Alban ist die erhaltene Ruine einer ehemaligen Pfarrkirche am Kölner Quatermarkt. Sie ist eines der ältesten romanischen Kirchengebäude Kölns.

## Geschichte
Urkundlich wurde St. Alban erstmals 1172 erwähnt. Sie wurde im Mittelalter wiederholt umgebaut und 1668–72 durch den Baumeister Arnold Gülich als Hallenkirche neu gestaltet. Der Turm stammt aus dem Jahr 1494, die Fassade aus dem Jahr 1896. Im Erdgeschoss befindet sich die Sankt-Bruder-Konrad-Kapelle.
Im Zweiten Weltkrieg wurde die Kirche bis auf den Turm stark zerstört. Danach wurde sie lediglich gesichert, aber nicht wieder aufgebaut. Sichtbar sind noch die Pfeiler und Joche des Hallenschiffs und die Apsiden mit den Fensteröffnungen; Fenster und Dächer fehlen. Vom ursprünglich vierstimmigen Geläut blieb als einzige die St. Alban gewidmete Bronzeglocke des Johann von Andernach von 1507 von der Beschlagnahme 1943 verschont und ist erhalten. Nach verschiedenen Verwendungen in Kölner Kirchen tut sie seit 2008 ihren Dienst als Angelusglocke in St. Gereon.
Am 23. Dezember 1954 erteilte Kardinal Frings die Genehmigung zur Profanierung zu profanen aber nicht schmutzigen Zwecken, so dass in den Ruinen eine Gedenkstätte für die Toten der Weltkriege errichtet werden konnte.
Die Sankt-Bruder-Konrad-Kapelle im Erdgeschoss des Turms wurde im Oktober 1960 fertiggestellt und 1964 geweiht, die Ausmalungen stammen von Peter Hecker, die Glasfenster von Will Thonett. Die Mondsichelmadonna aus der 1. Hälfte des 16. Jahrhunderts, die zwischenzeitlich im Dom stand, hat seit 2007 wieder ihren Platz in der von der Stadt mit Hilfe der Imhoff-Stiftung und des Landes Nordrhein-Westfalen bis 2007 restaurierten Kapelle.
Für eine neue Pfarrkirche wurde der Gemeinde ein Grundstück in Köln-Neustadt-Nord angeboten, auf dem nach Plänen von Hans Schilling aus Trümmerziegeln der abgerissenen Oper 1957–1959 Neu St. Alban gebaut wurde.
Da noch keine Ausgrabungen in und um St. Alban durchgeführt wurden, kann nicht viel zur Baugeschichte gesagt werden.

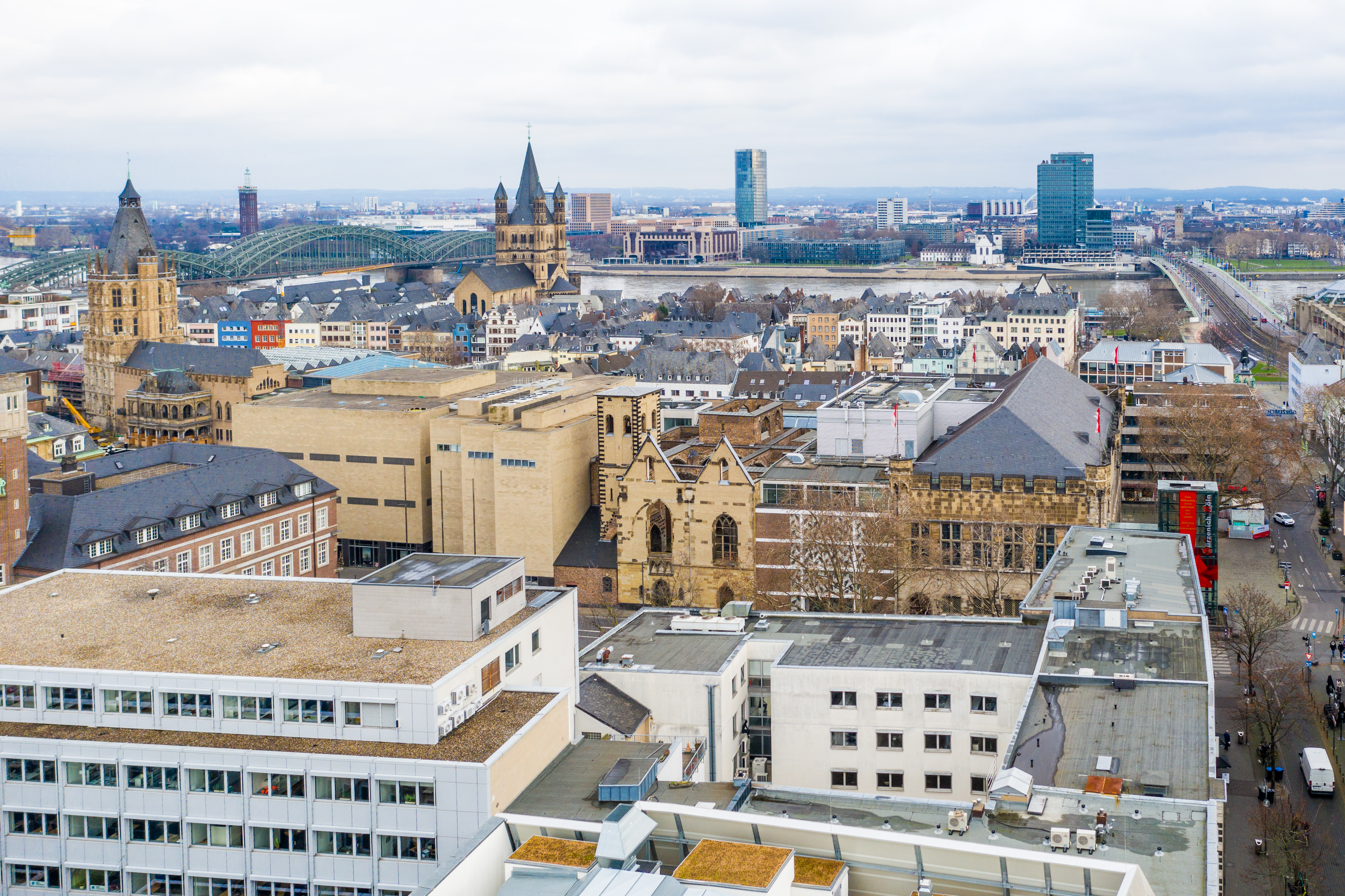
Alt St. Alban zwischen Wallraf-Richartz-Museum und Gürzenich

## Lage
Der Eingang liegt im Westen an der Straße Quatermarkt. An die Ruine ist nach dem Krieg im Süden und Osten das Treppenhaus und das Foyer des Gürzenich angebaut worden. Im Norden grenzt seit 2001 das Wallraf-Richartz-Museum an, dessen Panoramafenster im Stiftersaal die Kirche mit einbezieht.
Die Ruine ist nicht öffentlich zugänglich, die Mahnmale sind jedoch durch die Gittertore sichtbar.

## Gedenkstätte
Die Gedenkstätte wurde am 21. Mai 1959 im Beisein vom Bundespräsidenten Theodor Heuss, dem Kölner Oberbürgermeister Theo Burauen, Hans Kollwitz, Ewald Mataré, dem Baumeister Karl Band sowie vielen weiteren Würdenträgern eingeweiht.
Im Inneren steht eine Kopie der Skulptur Trauerndes Elternpaar aus dem Jahr 1954, die Ewald Mataré 1953 als Auftragsarbeit erhielt, den Auftrag jedoch an seine beiden Meisterschüler Joseph Beuys und Erwin Heerich weitergab, wobei Heerich die Mutter und Beuys den Vater anfertigte. Das Original von Käthe Kollwitz stand ab 1932 auf dem deutschen Soldatenfriedhof Esen-Roggeveld, seit 1956 steht es auf dem deutschen Soldatenfriedhof Vladslo in Westflandern, Belgien.
Außerdem befindet sich ein Kriegsgefangenen-Mahnmal im vorderen rechten Bereich.